# George Godfrey (Boxer, 1897)

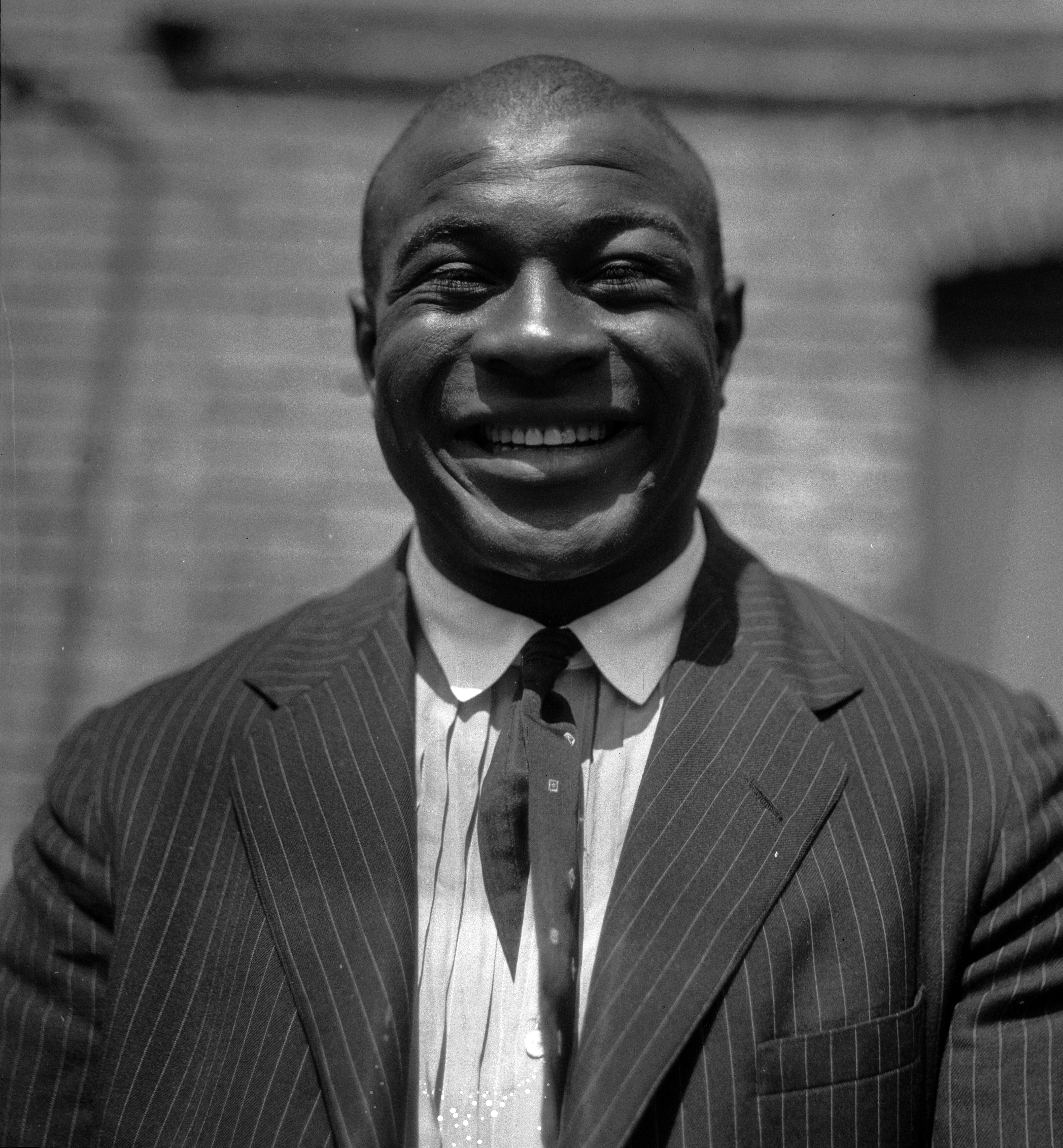
George Godfrey (um 1926)

George Godfrey (* 25. Januar 1897 in Mobile, Alabama, USA, als Feab Smith Williams; † 13. August 1947 in Los Angeles, Kalifornien, USA) war ein US-amerikanischer Boxer im Schwergewicht. 

## Karriere
Der von Jack Blackburn trainierte und von Jimmy Baron gemanagte, robust gebaute Normalausleger, der den Kampfnamen Black Shadow of Leiperville trug und dessen Körpergröße (1,91 m) und Reichweite (202 m) zur damaligen Zeit als sehr groß galt, siegte in seinem Debütkampf am 1. Dezember 1919 gegen seinen Landsmann Eddie Jamison durch klassischen Knockout. 
Insgesamt absolvierte Godfrey weit über 100 Kämpfe.
Im Jahre 2007 fand Godfrey Aufnahme in die International Boxing Hall of Fame. Einen Weltmeisterschaftsgürtel konnte er allerdings nie erringen.